# Leptogaster lineatus
Leptogaster lineatus är en tvåvingeart som beskrevs av Scarbrough 1996. Leptogaster lineatus ingår i släktet Leptogaster och familjen rovflugor.
Artens utbredningsområde är Dominikanska republiken. Inga underarter finns listade i Catalogue of Life.